# Thompson, Manitoba
Thompson este un oraș canadian din provincia Manitoba, el fiind cel mai mare oraș din nordul provinciei. Thompson se află la 739 km nord de Winnipeg si la 396 km nord-est de localitatea minieră Flin Flon.   La recensământul din 2001 orașul avea  13.256 loc. ceace reprezintă o reducere a populației față de 1996 cu  7,8 %. Din punct de vedere economic regiunea este importantă pentru exploatarea nichelului, locuri de muncă oferă și aeroportul  din apropiere.

## Clima
| Date climatice pentru Thompson Airport, Manitoba (1981−2010) | Date climatice pentru Thompson Airport, Manitoba (1981−2010) | Date climatice pentru Thompson Airport, Manitoba (1981−2010) | Date climatice pentru Thompson Airport, Manitoba (1981−2010) | Date climatice pentru Thompson Airport, Manitoba (1981−2010) | Date climatice pentru Thompson Airport, Manitoba (1981−2010) | Date climatice pentru Thompson Airport, Manitoba (1981−2010) | Date climatice pentru Thompson Airport, Manitoba (1981−2010) | Date climatice pentru Thompson Airport, Manitoba (1981−2010) | Date climatice pentru Thompson Airport, Manitoba (1981−2010) | Date climatice pentru Thompson Airport, Manitoba (1981−2010) | Date climatice pentru Thompson Airport, Manitoba (1981−2010) | Date climatice pentru Thompson Airport, Manitoba (1981−2010) | Date climatice pentru Thompson Airport, Manitoba (1981−2010) |
| Luna                                                         | Ian                                                          | Feb                                                          | Mar                                                          | Apr                                                          | Mai                                                          | Iun                                                          | Iul                                                          | Aug                                                          | Sep                                                          | Oct                                                          | Nov                                                          | Dec                                                          | Anual                                                        |
| ------------------------------------------------------------ | ------------------------------------------------------------ | ------------------------------------------------------------ | ------------------------------------------------------------ | ------------------------------------------------------------ | ------------------------------------------------------------ | ------------------------------------------------------------ | ------------------------------------------------------------ | ------------------------------------------------------------ | ------------------------------------------------------------ | ------------------------------------------------------------ | ------------------------------------------------------------ | ------------------------------------------------------------ | ------------------------------------------------------------ |
| Maxima medie °C (°F)                                         | −18.3 (−0.9)                                                 | −13.5 (7,7)                                                  | −5 (23)                                                      | 4.8 (40,6)                                                   | 13.1 (55,6)                                                  | 19.8 (67,6)                                                  | 23.1 (73,6)                                                  | 21.4 (70,5)                                                  | 13.6 (56,5)                                                  | 4.4 (39,9)                                                   | −7.3 (18,9)                                                  | −15.7 (3,7)                                                  | 3,4 (38,1)                                                   |
| Media zilnică °C (°F)                                        | −23.9 (−11.0)                                                | −20.1 (−4.2)                                                 | −12.5 (9,5)                                                  | −2.2 (28)                                                    | 6.1 (43)                                                     | 12.6 (54,7)                                                  | 16.2 (61,2)                                                  | 14.5 (58,1)                                                  | 7.8 (46)                                                     | 0.1 (32,2)                                                   | −12 (10)                                                     | −20.9 (−5.6)                                                 | −2,9 (26,8)                                                  |
| Minima medie °C (°F)                                         | −29.3 (−20.7)                                                | −26.5 (−15.7)                                                | −19.9 (−3.8)                                                 | −9.1 (15,6)                                                  | −0.8 (30,6)                                                  | 5.4 (41,7)                                                   | 9.1 (48,4)                                                   | 7.6 (45,7)                                                   | 1.9 (35,4)                                                   | −4.3 (24,3)                                                  | −16.6 (2,1)                                                  | −26.2 (−15.2)                                                | −9,1 (15,6)                                                  |
| Minima istorică °C (°F)                                      | −48.9 (−56.0)                                                | −47.8 (−54.0)                                                | −48.3 (−54.9)                                                | −34.4 (−29.9)                                                | −18.3 (−0.9)                                                 | −5.6 (21,9)                                                  | −1.1 (30)                                                    | −3.5 (25,7)                                                  | −11.1 (12)                                                   | −27.1 (−16.8)                                                | −41.2 (−42.2)                                                | −47.6 (−53.7)                                                | −48,9 (−56,0)                                                |
| Precipitații mm (inches)                                     | 19.5 (0.768)                                                 | 16.5 (0.65)                                                  | 22.5 (0.886)                                                 | 29.0 (1.142)                                                 | 47.4 (1.866)                                                 | 67.8 (2.669)                                                 | 80.9 (3.185)                                                 | 70.7 (2.783)                                                 | 62.1 (2.445)                                                 | 37.1 (1.461)                                                 | 32.9 (1.295)                                                 | 22.8 (0.898)                                                 | 509,2 (20,047)                                               |
| Ploaie mm (inches)                                           | 0.1 (0.004)                                                  | 0.3 (0.012)                                                  | 1.0 (0.039)                                                  | 6.7 (0.264)                                                  | 36.9 (1.453)                                                 | 66.6 (2.622)                                                 | 80.9 (3.185)                                                 | 70.7 (2.783)                                                 | 59.2 (2.331)                                                 | 16.6 (0.654)                                                 | 1.1 (0.043)                                                  | 0.1 (0.004)                                                  | 340,2 (13,394)                                               |
| Zăpadă cm (inches)                                           | 22.7 (8.94)                                                  | 18.9 (7.44)                                                  | 23.4 (9.21)                                                  | 23.0 (9.06)                                                  | 11.2 (4.41)                                                  | 1.1 (0.43)                                                   | 0.0 (0)                                                      | 0.0 (0)                                                      | 3.0 (1.18)                                                   | 21.4 (8.43)                                                  | 35.4 (13.94)                                                 | 27.0 (10.63)                                                 | 187,0 (73,62)                                                |
| Nr. de zile cu precipitații (≥ 0.2 mm)                       | 12.2                                                         | 11.1                                                         | 9.6                                                          | 8.0                                                          | 11.0                                                         | 11.6                                                         | 14.0                                                         | 13.7                                                         | 14.4                                                         | 12.3                                                         | 13.3                                                         | 13.0                                                         | 144,3                                                        |
| Nr. mediu de zile ploioase (≥ 0.2 mm)                        | 0.26                                                         | 0.38                                                         | 1.0                                                          | 3.0                                                          | 9.0                                                          | 11.6                                                         | 14.0                                                         | 13.7                                                         | 13.8                                                         | 6.5                                                          | 1.2                                                          | 0.48                                                         | 74,9                                                         |
| Nr. mediu de zile cu ninsoare (≥ 0.2 cm)                     | 12.4                                                         | 11.2                                                         | 9.4                                                          | 6.1                                                          | 3.3                                                          | 0.56                                                         | 0.0                                                          | 0.0                                                          | 1.1                                                          | 7.7                                                          | 13.0                                                         | 12.9                                                         | 77,7                                                         |
| Ore însorite                                                 | 96.6                                                         | 120.6                                                        | 172.3                                                        | 224.9                                                        | 258.6                                                        | 268.8                                                        | 278.4                                                        | 253.3                                                        | 144.2                                                        | 92.5                                                         | 63.5                                                         | 66.6                                                         | 2.040,3                                                      |
| Sursă: Environment Canada                                    |                                                              |                                                              |                                                              |                                                              |                                                              |                                                              |                                                              |                                                              |                                                              |                                                              |                                                              |                                                              |                                                              |